# Chuginadak Mons
Il Chuginadak Mons è una struttura geologica della superficie di Venere.